# 顕正新聞
顕正新聞（けんしょうしんぶん）は、顕正新聞社（宗教法人「顕正会」）が発行する冨士大石寺顕正会の機関紙である。発行人は塚越治喜と佐藤直樹。

## 概要
1973年（昭和48年）7月15日創刊。それ以前にも同名の機関紙が存在していたが、日蓮正宗宗門と創価学会の強い圧力によって廃刊に追い込まれ、妙信講と創価学会の対立が先鋭化した1973年に再度創刊されたので、現在の顕正新聞は2代目である。なお初代紙の廃刊後、2代紙が創刊するまでの間は月刊誌『冨士』が妙信講の言論を担っていた。
原則、月に3回、5の日に発行される。本紙の発行者である「顕正新聞社」は顕正会の出版部門であり、学会の聖教新聞社や天理教の天理教道友社と同じく宗教法人が自ら編集・発行する形である。
顕正会の各会館の窓口で頒布されている。原則、会員しか購入することができないが、鉄道駅などで街頭配布を行っていることがある。

## 紙面内容
顕正会の機関紙という性質上、主たる読者は顕正会の会員であるため、紙面の内容は顕正会に関連する記事がほとんどである。5日号、15日号、25日号ごとにそれぞれ特徴を有している。

### 5日号
直近の「総幹部会」（顕正会が毎月開催している集会）の内容が大きく取り上げられる。一面には総幹部会の概要と浅井会長の講演内容の要約のほか、幹部会員の人事等が掲載される。二面から数ページにわたって浅井会長の講演内容の全文が掲載される。以降の面は、総幹部会における各会員の発表内容が掲載されている。

### 15日号
直近の「男子部班長会」、「女子部班長会」、「婦人部班長会」の内容が取り上げられる。一面には各部の班長会の概要が掲載され、二面以降では班長会における各会員の発表内容等が掲載されている。

### 25日号
各部の地方集会の内容が取り上げられる場合が多く、集会における各会員の発表内容等が掲載されている。また、年中行事（例えば、日蓮大聖人御入滅の10月13日に毎年開催される「御大会式」、毎年9月12日に開催される「竜の口法難御報恩勤行会」等）のほか、新しく顕正会の会館が建設された際に行われる「御入仏式」における浅井会長の講演内容が掲載される。

### 特集号
顕正新聞には「特集号」と銘打たれた特別なものが不定期で発行される。これは「号外」ではなく、通常の顕正新聞に「○○特集号」とタイトルが付されているものを指す。2016年（平成28年）頃より特集号が多く発行されている。特集号一面の大見出しには顕正会の主義・主張が端的に記されている。
＜過去の主な特集号一覧>
- 五十周年記念幹部大会特集号（平成19年9月5日号）
- 学会員を救う特集号（平成23年11月5日号）
- 原発全廃特集号（平成24年2月5日号）
- 原発廃絶特集号（平成24年4月5日号）
- 婦人部大会特集号（平成24年10月15日号）
- 不当捜索特集号（平成25年10月5日号）
- 池田大作と暴力団特集号（平成25年11月5日号）
- 女子部大会特集号（平成25年11月25日号）
- 集団的自衛権特集号（平成26年6月5日号）
- 男子部大会特集号（平成26年9月25日号）
- 学会員を救う特集号（平成27年1月25日号）
- 南東北大会特集号（平成27年11月25日号）
- 学会員を救う特集号Ⅱ（平成28年1月5日号）
- 学会員を救う特集号Ⅲ（平成28年2月5日号）
- 学会員を救う特集号４（平成28年3月5日号）
- 学会員を救う特集号５（平成28年4月5日号）
- 学会員を救う特集号６（平成28年5月5日号）
- 広宣流布特集号（平成28年6月5日号）
- 広宣流布特集号２（平成28年7月5日号）
- 広宣流布特集号３（平成28年8月5日号）
- 憲法問題特集号１（平成28年8月25日号）
- 憲法問題特集号２（平成28年9月5日号）
- 広宣流布特集号４（平成28年10月5日号）
- 広宣流布特集号５（平成28年11月5日号）
- 新年特集号（平成29年1月5日号）
- 近畿大会特集号（平成29年1月15日号）
- 撰時抄特集号（平成29年3月5日号）
- 大悪大善特集号（平成29年4月5日・15日合併号）
- 中部大会特集号（平成29年4月25日号）
- 安倍首相辞任要求特集号（平成29年5月5日号）
- 安倍首相辞任要求特集号２（平成29年6月5日号）
- 安倍独裁政権退陣要求特集号（平成29年7月5日号）
- 安倍政権崩壊特集号（平成29年9月5日号）
- 安倍ペテン政権特集号（平成29年10月5日号）
- 国家破産特集号（平成29年11月5日号）
- トランプ訪日特集号（平成29年12月5日号）
- 中国・四国大会特集号（平成30年1月25日号）
- 安倍政権断末魔特集号（平成30年3月25日・4月5日合併号）
- 北関東大会特集号（平成30年4月25日号）
- 安倍政権断末魔特集号２（平成30年5月5日号）
- 新潟大会特集号（平成30年5月25日号）
- 遥拝勤行特集号（平成30年6月5日号）
- 二悪並現の日本特集号（平成30年7月5日号）
- 二百万記念達成特集号（平成30年8月5日号）
- 三百万開始前進特集号（平成30年9月5日号）
- 学会員を救う特集号７（平成30年10月5日号）
- 御開扉即時中止特集号（平成30年11月5日号）
- 恋慕渇仰特集号（平成31年4月5日号）
- 「御遺命守護」特集号２（令和元年5月5日号）
- 「御遺命守護」特集号３（令和元年6月5日号）
- 北東北大会特集号（令和元年6月25日号）
- 「立正安国」特集号（令和元年7月5日号）
- 「御遺命守護」特集号４（令和元年8月5日号）
- 「御遺命守護」特集号５（令和元年9月5日号）
- 「御遺命守護」特集号６（令和元年10月5日号）
- 「御遺命守護」特集号７（令和元年11月5日号）
- 「御遺命守護」特集号８（令和元年12月5日号）
- 「国立戒壇建立 即 立正安国」特集号（令和2年2月5日号）
- 「御遺命違背こそ亡国の因」特集号（令和2年3月5日号）
- 「大聖人の御眼を恐れよ」特集号（令和2年4月5日号）
- 「コロナ大恐慌」特集号（令和2年5月5日号）
- 「20年代こそ広布の決戦場」特集号（令和2年7月5日号）
- 「顕正会こそ諫臣・争子」特集号（令和2年8月5日号）
- 「日本の柱」特集号（令和2年9月5日号）
- 「米中対決と日本」特集号（令和2年10月5日号）
- 「広布前夜の同士（どし）討ち」特集号（令和2年11月5日号）
- 「遥拝勤行こそ忠誠の証」特集号（令和2年12月5日号）
- 「安倍政権八年の悪政」特集号（令和4年9月5日号）